# پرین (دهانه)
پرین یک دهانه برخوردی در ماه‌ است.

## دهانه‌های اقماری
این دهانه ۵ دهانه اقماری دارد.
| Perrine | عرض جغرافیایی | طول جغرافیایی | قطر          |
| ------- | ------------- | ------------- | ------------ |
| S       | ۴۲.۵° N       | ۱۲۸.۶° W      | ۶۳.۰ کیلومتر |
| E       | ۴۲.۸° N       | ۱۲۴.۹° W      | ۴۰.۰ کیلومتر |
| L       | ۳۹.۲° N       | ۱۲۷.۲° W      | ۳۷.۰ کیلومتر |
| G       | ۴۲.۱° N       | ۱۲۴.۶° W      | ۵۸.۰ کیلومتر |
| T       | ۴۲.۴° N       | ۱۳۰.۲° W      | ۳۴.۰ کیلومتر |